# Cheniseo sphagnicultor
Cheniseo sphagnicultor là một loài nhện trong họ Linyphiidae.
Loài này thuộc chi Cheniseo. Cheniseo sphagnicultor được Bishop & Crosby miêu tả năm 1935.